# Llista d'asteroides/80101–80200
| Nom     | Designació provisional | Data de descobriment | Lloc de descobriment | Descobridor/s                    |
| ------- | ---------------------- | -------------------- | -------------------- | -------------------------------- |
| 80101 - | 1999 NV2               | 13 de juliol, 1999   | Socorro              | LINEAR                           |
| 80102 - | 1999 NS42              | 14 de juliol, 1999   | Socorro              | LINEAR                           |
| 80103 - | 1999 PA                | 2 d'agost, 1999      | Gekko                | T. Kagawa                        |
| 80104 - | 1999 RA22              | 7 de setembre, 1999  | Socorro              | LINEAR                           |
| 80105 - | 1999 RD24              | 7 de setembre, 1999  | Socorro              | LINEAR                           |
| 80106 - | 1999 RV26              | 7 de setembre, 1999  | Socorro              | LINEAR                           |
| 80107 - | 1999 RG29              | 8 de setembre, 1999  | Socorro              | LINEAR                           |
| 80108 - | 1999 RL29              | 8 de setembre, 1999  | Socorro              | LINEAR                           |
| 80109 - | 1999 RA34              | 10 de setembre, 1999 | Socorro              | LINEAR                           |
| 80110 - | 1999 RQ40              | 7 de setembre, 1999  | Socorro              | LINEAR                           |
| 80111 - | 1999 RK42              | 13 de setembre, 1999 | Višnjan Observatory  | K. Korlević                      |
| 80112 - | 1999 RN61              | 7 de setembre, 1999  | Socorro              | LINEAR                           |
| 80113 - | 1999 RL78              | 7 de setembre, 1999  | Socorro              | LINEAR                           |
| 80114 - | 1999 RO88              | 7 de setembre, 1999  | Socorro              | LINEAR                           |
| 80115 - | 1999 RF95              | 7 de setembre, 1999  | Socorro              | LINEAR                           |
| 80116 - | 1999 RZ109             | 8 de setembre, 1999  | Socorro              | LINEAR                           |
| 80117 - | 1999 RS111             | 9 de setembre, 1999  | Socorro              | LINEAR                           |
| 80118 - | 1999 RO134             | 9 de setembre, 1999  | Socorro              | LINEAR                           |
| 80119 - | 1999 RY138             | 9 de setembre, 1999  | Socorro              | LINEAR                           |
| 80120 - | 1999 RU139             | 9 de setembre, 1999  | Socorro              | LINEAR                           |
| 80121 - | 1999 RV144             | 9 de setembre, 1999  | Socorro              | LINEAR                           |
| 80122 - | 1999 RY155             | 9 de setembre, 1999  | Socorro              | LINEAR                           |
| 80123 - | 1999 RB170             | 9 de setembre, 1999  | Socorro              | LINEAR                           |
| 80124 - | 1999 RF171             | 9 de setembre, 1999  | Socorro              | LINEAR                           |
| 80125 - | 1999 RG176             | 9 de setembre, 1999  | Socorro              | LINEAR                           |
| 80126 - | 1999 RF190             | 10 de setembre, 1999 | Socorro              | LINEAR                           |
| 80127 - | 1999 RP198             | 9 de setembre, 1999  | Socorro              | LINEAR                           |
| 80128 - | 1999 RO210             | 8 de setembre, 1999  | Socorro              | LINEAR                           |
| 80129 - | 1999 RD225             | 7 de setembre, 1999  | Socorro              | LINEAR                           |
| 80130 - | 1999 SZ1               | 18 de setembre, 1999 | Socorro              | LINEAR                           |
| 80131 - | 1999 ST5               | 30 de setembre, 1999 | Socorro              | LINEAR                           |
| 80132 - | 1999 SV10              | 30 de setembre, 1999 | Catalina             | CSS                              |
| 80133 - | 1999 SB11              | 30 de setembre, 1999 | Catalina             | CSS                              |
| 80134 - | 1999 TE8               | 5 d'octubre, 1999    | Fountain Hills       | C. W. Juels                      |
| 80135 - | 1999 TA11              | 7 d'octubre, 1999    | Gnosca               | S. Sposetti                      |
| 80136 - | 1999 TV22              | 3 d'octubre, 1999    | Kitt Peak            | Spacewatch                       |
| 80137 - | 1999 TT25              | 3 d'octubre, 1999    | Socorro              | LINEAR                           |
| 80138 - | 1999 TY35              | 10 d'octubre, 1999   | Xinglong             | BAO Schmidt CCD Asteroid Program |
| 80139 - | 1999 TA46              | 3 d'octubre, 1999    | Kitt Peak            | Spacewatch                       |
| 80140 - | 1999 TC56              | 6 d'octubre, 1999    | Kitt Peak            | Spacewatch                       |
| 80141 - | 1999 TF68              | 8 d'octubre, 1999    | Kitt Peak            | Spacewatch                       |
| 80142 - | 1999 TX89              | 2 d'octubre, 1999    | Socorro              | LINEAR                           |
| 80143 - | 1999 TD92              | 2 d'octubre, 1999    | Socorro              | LINEAR                           |
| 80144 - | 1999 TY124             | 4 d'octubre, 1999    | Socorro              | LINEAR                           |
| 80145 - | 1999 TD153             | 7 d'octubre, 1999    | Socorro              | LINEAR                           |
| 80146 - | 1999 TJ155             | 7 d'octubre, 1999    | Socorro              | LINEAR                           |
| 80147 - | 1999 TV171             | 10 d'octubre, 1999   | Socorro              | LINEAR                           |
| 80148 - | 1999 TA174             | 10 d'octubre, 1999   | Socorro              | LINEAR                           |
| 80149 - | 1999 TV177             | 10 d'octubre, 1999   | Socorro              | LINEAR                           |
| 80150 - | 1999 TL179             | 10 d'octubre, 1999   | Socorro              | LINEAR                           |
| 80151 - | 1999 TO180             | 10 d'octubre, 1999   | Socorro              | LINEAR                           |
| 80152 - | 1999 TF195             | 12 d'octubre, 1999   | Socorro              | LINEAR                           |
| 80153 - | 1999 TP196             | 12 d'octubre, 1999   | Socorro              | LINEAR                           |
| 80154 - | 1999 TL200             | 12 d'octubre, 1999   | Socorro              | LINEAR                           |
| 80155 - | 1999 TN206             | 13 d'octubre, 1999   | Socorro              | LINEAR                           |
| 80156 - | 1999 TV211             | 15 d'octubre, 1999   | Socorro              | LINEAR                           |
| 80157 - | 1999 TC213             | 15 d'octubre, 1999   | Socorro              | LINEAR                           |
| 80158 - | 1999 TN223             | 2 d'octubre, 1999    | Socorro              | LINEAR                           |
| 80159 - | 1999 TL232             | 5 d'octubre, 1999    | Catalina             | CSS                              |
| 80160 - | 1999 TT239             | 4 d'octubre, 1999    | Catalina             | CSS                              |
| 80161 - | 1999 TK247             | 8 d'octubre, 1999    | Catalina             | CSS                              |
| 80162 - | 1999 TZ248             | 8 d'octubre, 1999    | Catalina             | CSS                              |
| 80163 - | 1999 TG258             | 9 d'octubre, 1999    | Socorro              | LINEAR                           |
| 80164 - | 1999 TZ264             | 3 d'octubre, 1999    | Socorro              | LINEAR                           |
| 80165 - | 1999 TL285             | 9 d'octubre, 1999    | Socorro              | LINEAR                           |
| 80166 - | 1999 TP291             | 10 d'octubre, 1999   | Socorro              | LINEAR                           |
| 80167 - | 1999 TL293             | 12 d'octubre, 1999   | Socorro              | LINEAR                           |
| 80168 - | 1999 TD321             | 10 d'octubre, 1999   | Socorro              | LINEAR                           |
| 80169 - | 1999 TD328             | 12 d'octubre, 1999   | Socorro              | LINEAR                           |
| 80170 - | 1999 UP5               | 29 d'octubre, 1999   | Catalina             | CSS                              |
| 80171 - | 1999 UO6               | 28 d'octubre, 1999   | Xinglong             | BAO Schmidt CCD Asteroid Program |
| 80172 - | 1999 UV8               | 29 d'octubre, 1999   | Catalina             | CSS                              |
| 80173 - | 1999 UQ12              | 29 d'octubre, 1999   | Catalina             | CSS                              |
| 80174 - | 1999 UN23              | 28 d'octubre, 1999   | Catalina             | CSS                              |
| 80175 - | 1999 UP26              | 30 d'octubre, 1999   | Catalina             | CSS                              |
| 80176 - | 1999 UL38              | 29 d'octubre, 1999   | Anderson Mesa        | LONEOS                           |
| 80177 - | 1999 US43              | 28 d'octubre, 1999   | Catalina             | CSS                              |
| 80178 - | 1999 UX49              | 30 d'octubre, 1999   | Catalina             | CSS                              |
| 80179 - | 1999 VK                | 1 de novembre, 1999  | Ondřejov             | L. Šarounová                     |
| 80180 - | 1999 VS                | 3 de novembre, 1999  | Tooele               | Hansen Planetarium               |
| 80181 - | 1999 VD11              | 7 de novembre, 1999  | Višnjan Observatory  | K. Korlević                      |
| 80182 - | 1999 VF13              | 1 de novembre, 1999  | Socorro              | LINEAR                           |
| 80183 - | 1999 VT20              | 9 de novembre, 1999  | Nachi-Katsuura       | Y. Shimizu, T. Urata             |
| 80184 - | 1999 VX22              | 10 de novembre, 1999 | Kuma Kogen           | A. Nakamura                      |
| 80185 - | 1999 VO29              | 3 de novembre, 1999  | Socorro              | LINEAR                           |
| 80186 - | 1999 VD32              | 3 de novembre, 1999  | Socorro              | LINEAR                           |
| 80187 - | 1999 VJ34              | 3 de novembre, 1999  | Socorro              | LINEAR                           |
| 80188 - | 1999 VC37              | 3 de novembre, 1999  | Socorro              | LINEAR                           |
| 80189 - | 1999 VE37              | 3 de novembre, 1999  | Socorro              | LINEAR                           |
| 80190 - | 1999 VF38              | 10 de novembre, 1999 | Socorro              | LINEAR                           |
| 80191 - | 1999 VG38              | 10 de novembre, 1999 | Socorro              | LINEAR                           |
| 80192 - | 1999 VS38              | 10 de novembre, 1999 | Socorro              | LINEAR                           |
| 80193 - | 1999 VO43              | 1 de novembre, 1999  | Catalina             | CSS                              |
| 80194 - | 1999 VE44              | 3 de novembre, 1999  | Catalina             | CSS                              |
| 80195 - | 1999 VF45              | 4 de novembre, 1999  | Catalina             | CSS                              |
| 80196 - | 1999 VV48              | 3 de novembre, 1999  | Socorro              | LINEAR                           |
| 80197 - | 1999 VG49              | 3 de novembre, 1999  | Socorro              | LINEAR                           |
| 80198 - | 1999 VC50              | 3 de novembre, 1999  | Socorro              | LINEAR                           |
| 80199 - | 1999 VW52              | 3 de novembre, 1999  | Socorro              | LINEAR                           |
| 80200 - | 1999 VM53              | 4 de novembre, 1999  | Socorro              | LINEAR                           |